# Souvigny-de-Touraine
Souvigny-de-Touraine é uma comuna francesa na região administrativa do Centro, no departamento Indre-et-Loire. Estende-se por uma área de 25,83 km². Em 2010 a comuna tinha 398 habitantes (densidade: 15,4 hab./km²).